# Kölsche Kippa Köpp
Kölsche Kippa Köpp e. V. vun 2017 (KKK) ist ein jüdischer Karnevalsverein in Köln.

## Gründung
Der Verein wurde im November 2017 gegründet. Er ist der erste jüdische Karnevalsverein in Köln nach dem Zweiten Weltkrieg und wahrscheinlich auch der erste in ganz Deutschland oder gar weltweit.
Der Name des Vereins setzt sich zusammen aus Kölsche (im Kölner Dialekt die Bezeichnung für Kölner), dem Begriff der jüdischen männlichen Kopfbedeckung Kippa und Köpp, das auch der kölschen Mundart entspringt und „Köpfe“ bedeutet. Christoph Kuckelkorn, Präsident des Festkomitees Kölner Karneval, der die Gründung des Vereins unterstützte, meinte zur Neugründung: „Der jüdische Karneval hatte vor dem Krieg seinen festen Platz im kölschen Fastelovend. Es ist gut, dass auch diese Nische wieder besetzt ist.“
Der erste Präsident der KKK, Aaron Knappstein, erläuterte: „Ganz wichtig ist uns die Bewahrung der Tradition: Damals waren Juden im Karneval aktiv, haben mit Nichtjuden gefeiert. Und jetzt sind sie wieder da. Ich finde, so eine Normalität zu zeigen, hilft immer. Dass Juden nicht nur vorkommen, wenn es Übergriffe gibt, sondern auch wenn gefeiert wird.“ Er betonte, dass der Verein mit der Gründung den Karneval auch wieder in das Judentum hinein tragen wolle. Die Mehrheit der heutigen Gemeindemitglieder in Köln sind ursprünglich Kontingentflüchtlinge aus der ehemaligen Sowjetunion, wo Karneval unbekannt war. Die Vereinsmitglieder sind sowohl liberale, orthodoxe als auch säkulare Juden und präsentieren damit das breite Spektrum des Judentums. Zudem erklärte er: „Kölner Juden waren immer Teil des vielfältigen karnevalistischen Lebens, aber lange Zeit nicht sichtbar. Mit den Kölschen Kippa Köpp möchten wir dies ändern und gleichzeitig auch den Fastelovend wieder stärker in die jüdische Gemeinde tragen.“
Im Februar 2019 hatte der Verein 14 Mitglieder. Die Mitgliedschaft im KKK steht auch Menschen offen, die nicht jüdischen Glaubens sind.
Das Logo der Kölschen Kippa Köpp besteht aus drei großen ineinander verwobenen „K“, dem Kölner Wappen und dem Wappen des ehemaligen Vereins Kleiner Kölner Klub und wird vom Schriftzug Kölsche Kippa Köpp e. V. vun 2017 sowie einer Umschrift von „Kölsche Kippa Köpp“ in hebräischen Schriftzeichen umrandet. Die Mitglieder tragen blau-weiße Krätzchen. Wenn man diese aufklappt, sind auf rotem Grund ein Davidstern und ein siebenarmiger Leuchter zu sehen. Daneben steht der hebräische Text eines Gebetes für Menschen, die auf Reisen sind.

## Geschichte und Tradition
Der KKK sieht sich in der Tradition des jüdischen Kleinen Kölner Kegelklubs (ebenfalls KKK), der 1922 ins Leben gerufen wurde und im Ursprung tatsächlich ein Kegelverein war. Daraus entwickelte sich ein Karnevalsverein, der sich in Kleiner Kölner Klub umbenannte. Gründer und Präsident war der Textilgroßhändler Max Salomon, der selbst in der Bütt auftrat; seine bekannteste Figur war die „Kölsche Marktfrau“. Er wanderte 1939 in die USA aus und veranstaltete in Los Angeles „Rheinische Abende“. Der andere Gründer Willi Salomon emigrierte nach Palästina. Vermutlich war die damalige Gründung eines jüdischen Karnevalsvereins in Köln auch eine Reaktion darauf, dass einige andere Karnevalsvereine ab den 1920er Jahren keine jüdischen Mitglieder mehr aufnahmen. Der Verein war in Köln so etabliert, dass regelmäßig das Kölner Dreigestirn aus Prinz, Bauer und Jungfrau die Sitzungen des KKK besuchte. Allein im Jahr 1928 organisierte der Klub mehrere Sitzungen und einen Festball. Bis 1930 sind öffentliche Veranstaltungen des KKK bekannt, in den Folgejahren waren öffentliche Saalveranstaltungen aufgrund der allgemeinen wirtschaftlichen Situation verboten. Der Historiker Marcus Leifeld nimmt an, dass sich die Mitglieder ab 1933 nur noch intern trafen. Mindestens drei Mitglieder des KKK emigrierten, mindestens zwei wurden deportiert und ermordet.

## Aktivitäten
Mitglieder der „Köpp“ sind auch in anderen Karnevalsgesellschaften aktiv: Die vier Vorstandsmitglieder gehören zum Beispiel den Blauen Funken, der StattGarde Colonia Ahoj und der K.G. Alt-Köllen vun 1883 an. Sie besuchen als Gruppe auch Karnevalssitzungen von anderen Karnevalsvereinen.
Als erste eigene Veranstaltung des neuen „KKK“ fand ein karnevalistischer Frühschoppen unter dem Motto „Falafel und Kölsch“ am Karnevalssonntag 2019 statt, mit anschließender Führung durch die Synagoge Köln.
Am Karnevalssonntag, dem 3. März 2019, gab es die erste Veranstaltung in Räumen der Kölner Synagogengemeinde. Im Oktober 2022 wurde der Verein als hospitierendes Mitglied in das Festkomitee Kölner Karneval aufgenommen. Zu diesem Zeitpunkt hatte er mehr als 100 Mitglieder. Am 12. Februar 2023 fand im Kölner Stapelhaus eine öffentliche Karnevalssitzung der „Kölsche Kippa Köpp“ statt und damit die erste öffentliche (außerhalb von Gemeinderäumen und Synagoge) Veranstaltung eines jüdischen Karnevalsvereins seit den 1930er Jahren. Am 20. Februar 2023 beteiligte sich die Gesellschaft ebenfalls erstmals am Kölner Rosenmontagszug und fuhr auf dem Wagen mit dem Motto „1.700 Jahre fest verwurzelt in Deutschland – Schalömche un Alaaf“ unter dem Schutz des Landeskriminalamtes mit. Die Beteiligung des KKK war im Vorfeld aus Sicherheitsgründen geheim gehalten worden.

## Ehrungen
- Der Kölner Musiker Rolly Brings widmete mit dem Lied „Shalom, Alaaf“ den Kölschen Kippa Köpp eine eigene Hymne.[26][27][28]
- Am 12. November 2021 wurde am Humboldt-Gymnasium im Kölner Stadtteil Altstadt-Süd ein Weg, der in der Nähe der damaligen Wohnung von Max Salomon liegt, nach dem ehemaligen Karnevalsverein in Kleiner-Kölner-Klub-Weg benannt.[29][30][31]
- 2022 wurden die Kölschen Kippa Köpp mit dem Rheinlandtaler des LVR geehrt.[32][33]